# بیرگیت کریستنسن
بیرگیت کریستنسن (انگلیسی: Birgit Christensen؛ زادهٔ ۳۱ مهٔ ۱۹۷۶) بازیکن فوتبال اهل دانمارک است.

وی همچنین در تیم ملی فوتبال زنان دانمارک بازی کرده‌است.